# Schlacht von Focșani

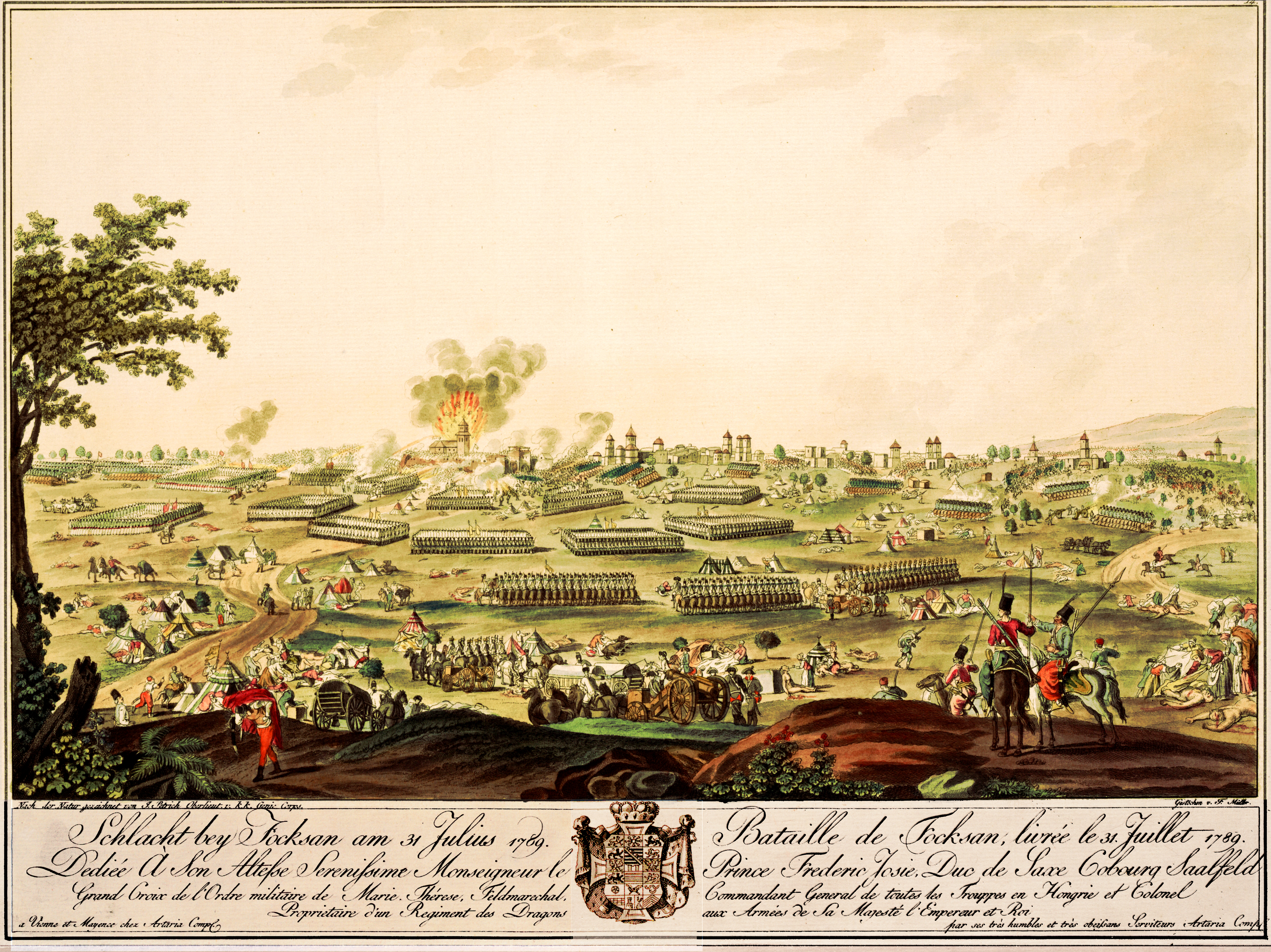
Schlacht von Focșani am 1. August 1789

Die Schlacht von Focșani fand am 31. Juli und 1. August (julianischer Kalender 19./20. Juli) 1789 im Rahmen des Russisch-Türkischen Krieges von 1787 bis 1792 zwischen den verbündeten russisch-österreichischen Truppen und den Türken statt. Die türkischen Truppen unter dem Oberbefehl von Großwesir Koca Yusuf Pascha, die nur die Österreicher angreifen wollten, trafen am 31. Juli an der Putna auch auf Russen unter Alexander Suworow, welche sich bereits mit den Truppen des Prinzen Friedrich Josias von Sachsen-Coburg vereinigt hatten. Den Verbündeten gelang es am folgenden Tag, das bei Focșani verschanzte türkische Hauptlager mit geringen Verlusten zu stürmen.

## Vorgeschichte
Im Frühjahr 1789 operierten die Türken in Taurien, Rumelien und Bosnien mit drei Armeegruppen, geführt von Kara Mehmet, Jakub Aga und Ibrahim Pascha. Die Eröffnung der russischen Aktionen für den Sommer 1789 verzögerte sich durch das Abwarten der Hauptarmee des Fürsten Potemkin am unteren Dnjestr. Die ausgedehnten Dispositionen der Truppen der ehemaligen Jekaterinoslawer Armee erlaubten es nicht, die Truppen vor dem 27. Juni im Raum Olwiopol zu konzentrieren. Das Kommando über die Ukrainische Armee wechselte zu oft, zuerst von Rumjanzow auf Kamenski und schließlich auf Fürst Nikolai Repnin, was zu langsamen und widersprüchlichen Operationen führte. Außerdem litt Repnins Armee in Bessarabien unter Nahrungsmangel, zudem hatte Regenwetter alle Straßen verschlammt, es kam zu Schwierigkeiten bei der Lebensmittellieferung. Fürst Repnin musste seine Offensivpläne mäßigen und mit seinen Hauptstreitkräften bei Kosmeshti am Pruth lagern lassen. Eine Division unter General Wilhelm Derfelden stand bei Birlad, um die Verbindung mit dem Fürsten von Coburg aufrechtzuerhalten und den Raum zwischen Pruth und Sereth zu sichern. Eine selbständig operierende Division unter General Kretschetnikow lagerte vor Guincesti, um die Festung von Bender zu überwachen. Fürst Repnin deckte den Anmarsch der russischen Hauptstreitkräfte zum unteren Dnjepr, Potemkin verblieb zwei ganze Wochen länger im Lager von Olwiopol, weil ihm das Erscheinen der türkischen Flotte vor Otschakow und vor der Küste der Krim gemeldet worden war. Als Generalleutnant von Rosen mit seinem Korps in Taman eintraf und die Flottengeschwader des Admirals Pustoschkin von Taganrog ins offene Meer einlaufen konnten, schien der östliche Abschnitt aber ausreichend geschützt. Die bei Olwiopol versammelte Hauptarmee erhielt am 11. Juli aus Petersburg den Befehl, auf die rechte Seite des Bug zu wechseln und den Vormarsch nach Bessarabien anzutreten.

### Aufmarsch der gegnerischen Truppen
Unterdessen starteten die Türken, ermutigt durch die Untätigkeit Potemkins, eigene Operationen in Moldau. Mitte Juli versammelten sich etwa 30.000 Türken unter den Seraskern Mustafa und Osman Pascha in der Nähe von Focșani und drohten, den Prinzen von Coburg anzugreifen, der mit 18.000 Mann bei Adjud (etwa 80 Kilometer von Focșani entfernt) stand. Als Prinz Coburg von der Bedrohung seiner Truppen erfuhr, bat er den Fürsten Repnin sofort, das österreichische Korps mit russischen Truppen zu verstärken. General Alexander Suworow erhielt den Befehl, zur Unterstützung der Österreicher abzurücken, er ließ bei Birlad etwa 3000 Menschen zurück, um seinen Train zu sichern, und marschierte mit den restlichen 7000 Soldaten sofort ab.
Ende Juli bezog die osmanische Armee nach Überquerung des Flusses Putna ein gut befestigtes Lager, planmäßig wollte Yusuf Pascha das separat in Moldawien stehende österreichische Korps zuerst angreifen und vernichten. Seit dem Rückzug von Karánsebes gestand der Großwesir den weit von den eigenen Nachschubquellen stehenden Österreichern nur mehr geringen Kampfwert zu. Die Hohe Pforte hatte im Westen landeseigene Truppen des loyalen Hospodars der Moldau, Nicolae Mavroyeni, zur Sicherung der Pässe nach Siebenbürgen abgestellt. Eine türkische Armee wurde bei Nisch unter dem Kommando von Abdi Pascha versammelt und beobachtete die österreichische Hauptarmee in Syrmien, wo zusätzlich noch ein Waffenstillstand andauerte. Der glücklose Pascha von Bosnien wurde nach Konstantinopel abberufen, obwohl er sein Land bisher behauptet hatte, konnte er die gegnerischen Österreicher an seiner Grenze nicht vertreiben.
Suworows Korps brach am 27. (16.) Juli auf, seine Truppen marschierten in 26 Stunden mehr als 60 Kilometer, überquerten den Sereth und trafen am Abend des 28. (17.) Juli in Adjud ein, wo sie auf dem linken Flügel der Österreicher lagerten. Der Fürst von Coburg war überrascht und gleichzeitig erfreut über die schnelle Ankunft der Russen. Der 29. Juli wurde als Rasttag bestimmt. Obwohl der Prinz von Coburg den Wunsch äußerste, Suworow persönlich zu treffen, um mit ihm die bevorstehenden Maßnahmen abzustimmen, lehnte der russische General unter verschiedenen Vorwänden die Zusammenkunft ab, er wusste von der üblichen Unentschlossenheit und Langsamkeit der Österreicher und wollte sie gleich mit seinem energischen Vorgehen mitreißen. Während die russische Division am 29. Juli im Lager von Adjud rastete, schlug das österreichische Korps 3 Brücken über den Trotus.
Am Abend des 29. Juli erließ Suworow als Oberbefehlshaber folgende Verfügung: Morgen, um drei Uhr morgens, werden die Truppen in zwei Kolonnen vorrücken: die Kaiserlichen rechts, und die Russen links, dem Feind entgegen, keine Zeit damit verschwenden, das am Straßenrand liegende Gebüsch zu inspizieren, um rechtzeitig die Putna zu überqueren und die Türken anzugreifen.
Prinz Coburg gab folgende Dispositionen für den bevorstehenden Kampf heraus: Am 30. früh wird um 3 Uhr aufgebrochen, erstes Vorrücken bis Kalimanestie; Abkochen und Ausruhen bis 4 Uhr nachmittags, Nachtlager bei Zebroutz, wo kein Feuer gemacht werden darf, dort bis zum am Abend des Tages verweilen. In der verabredeten Stunde brechen die Truppen in der Nacht auf und rücken bis zur Putna, hier soll der allgemeine Angriff erfolgen. Die Regimenter und Bataillone nehmen Brot und Zwieback auf zwei Tage mit sich, Hafer und Schlachtvieh wird bis zum 4. August mitgenommen Suworow ergänzte mit folgender Weisung: (…) als Erkennungszeichen mit den kaiserlichen Truppen werden unsere Truppen „Katharina“ und die Österreicher „Joseph“ rufen. Wenn die Feinde bei unserer ersten Annäherung fliehen, sie mit der möglichsten Schnelligkeit folgen, wenn sie geschlagen sind, immer mit großen Nachdruck verfolgen. Beim ersten Angriff sind keine Gefangene machen, wenn die Feinde stand halten, alle drei Lager, eins nach dem andern, einschließen (…)
Am 30. Juli verließen die alliierten Streitkräfte um 3 Uhr morgens Adjud in zwei Kolonnen und ließen sich für die Nacht in der Nähe des Dorfes Marineshti (Marasesti) nieder, noch fehlten 12 Werst bis zum Fluss Putna. Um die Anwesenheit russischer Truppen vor den Türken zu verbergen, sollte eine Vorhut aus österreichischen Truppen (2 Bataillone und 4 Eskadronen) unter dem Kommando von Oberst Andras Karaczay vor ihnen aufklären. Es wurde ausgemacht, dass sich die verbündeten Truppen in kleinen, schachbrettartig angeordneten Karrees zum Kampf stellen sollten; die Artillerie sollte zwischen den Feldern stehen und die Kavallerie dahinter.
Am 30. Juli abends um 18 Uhr brach das Heer in zwei Kolonnen auf, wobei die linke aus dem russischen Korps und die rechts marschierende Kolonne aus kaiserlichen Truppen bestand. Die drei Brücken über den Trotus wurden beim Übergang durch eine 3000 Mann starke Avantgarde gesichert. Die Deckung der ersten Brücke wurde dem Oberst Andras Karaczay mit einem Detachement aus 1 Bataillon Kaunitz-Infanterie, 1 Schwadron Levenehr-Chevaulegers und 1 Schwadron Barco-Husaren aufgetragen: Die beiden anderen Brücken sicherte Oberst Kepiro mit 2 Eskadronen Barco-Husaren und 1 Bataillon Wenzel Colloredo Infanterie. Um 3 Uhr nachts brachen die Truppen der Verabredung gemäß in aller Stille auf, überschritten mit der Infanterie und Artillerie die Brücken, während die Kavallerie durch den Trotus-Fluss ritt. Oberst Kepiro, welcher den Vormarsch der beiden österreichischen Kolonnen gedeckt hatte, rückte in Schlachtordnung bei Kalimanestie ein, während Karaczay zur Sicherung als Vorhut bei den russischen Truppen stehen blieb. Im Verlauf dieser Angelegenheit wurde die Bewegung einer bedeutenden Janitscharenabteilung mit zwei Geschützen bemerkt, die sich am gegenüberliegenden Ufer des Flusses befand; aber die Türken wagten es nicht, diese Truppen mit Kavallerie zu unterstützen, und zogen sich wieder vom Putna-Ufer zurück.

## Die Schlacht

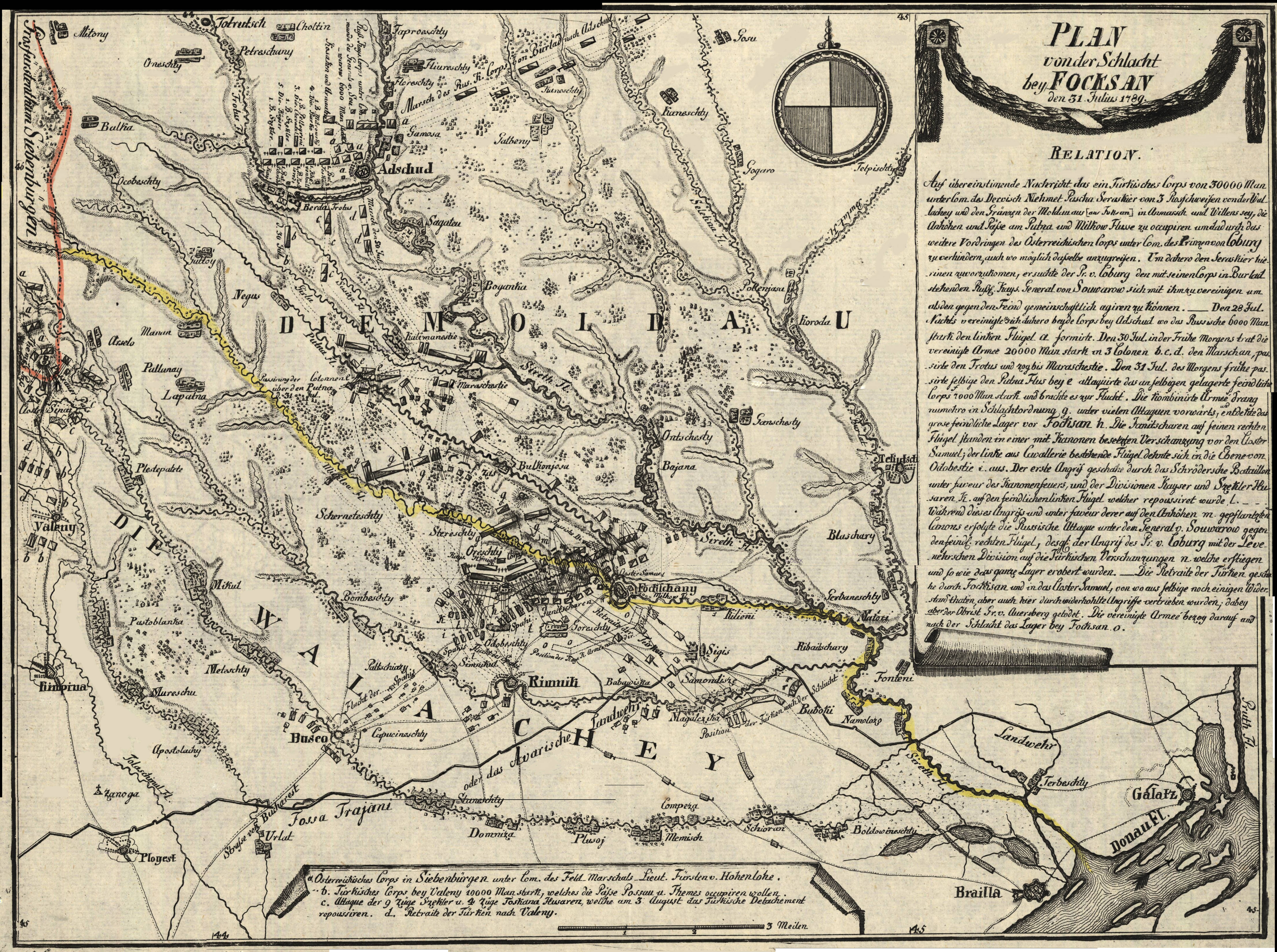
Grober Schlachtplan zum Treffen bei Focșani

Bei Kalimantestie wurde am 30. Juli zur Sicherheit vor Überfällen noch in voller Ordnung gelagert, nach dem Abkochen folgte das Vorrücken auf Mărășești, wo Halt gemacht wurde. Die von Suworow an die Putna entsandte Aufklärung kollidierte am 31. Juli bereits mit einer Patrouille der Türken, die vor der Hauptmacht sicherte.
Die Schlachtordnung der Verbündeten wurde gemeinsam bestimmt; die Infanterie stellte sich schachbrettartig auf: auf dem linken Flügel die Russen mit 4800 Mann, 2200 Kosaken und Arnauten (5 Bataillone und 2 Kosakenregimenter), davon drei Bataillone im ersten und zwei im zweiten Treffen. Auf dem rechten Flügel standen die Österreicher mit 15 Bataillonen und 30 Schwadronen (16.500 Mann, davon 6300 Reiter und 75 Geschütze); der Hauptteil der Kavallerie stand zunächst dahinter. Bei den Österreichern bildete jedes Bataillon, bei den Russen je zwei Bataillone ein Karree, die Bataillone hielten untereinander etwa 300 Schritt Abstand. Zusammen verfügten die Verbündeten über 20 Bataillone, 39 Schwadronen und 105 Geschütze, etwa 23.500 Mann, davon 8500 Reiter.
Die Generale Derfelden, Fürst Schachowski und Posnjakow, die Brigadiere Purnaschow, Westphalen und Lewaschow führten die russischen Brigaden am linken Flügel. Am rechten Flügel standen die Österreicher, links (in der Mitte) kommandierte FML Franz Joseph Leveneur von Grünwall, im ersten Treffen jeweils ein Bataillon der Regimenter Karl Toscana, Khevenhüller und Wenzel Colloredo und im zweiten Treffen vier Bataillone Mittrowski und Pellegrini ferner drei Leveneur-Chevaulegers, drei Eskadronen Ulanen und vier Eskadronen Barco-Husaren. Am rechten Flügel war die ungarische Division des FML Gabriel Splényi von Miháldy mit je einem Bataillon Schröder- und Kaiser-Infanterie im ersten Treffen, im zweiten Treffen zwei Bataillone Szekler sowie 8 Schwadronen Kaiser-Husaren und zwei Schwadronen Szekler, zwischen den vordersten Bataillone waren jeweils fünf Geschütze postiert.
Die Verbündeten hatten seit dem Abrücken von Adjud bereits zwei angeschwollene Bäche durchquert und näherten sich am 31. Juli morgen der Putna, welchen die russischen Truppen zuerst erreichten. Am jenseitigen Flussufer lagerte Osman Pascha mit etwa 5000 Reitern und schwächerer Unterstützung an Infanterie. Um 4 Uhr begannen die Russen mit dem Übergang über den Fluss. Osman Pascha entsandte mehrere tausend Reiter über den Fluss. Kaum hatten die beiden vordersten Kolonnen Suworow den Fluss überschritten, so griff der Feind, aus dem Wald von Igumen hervorbrechend, die voraus geschickten Kosaken und Arnauten an und nötigte sie zum Rückzug. Das kaiserliche Korps war am linken Flügel mit den Russen verbunden und hatte sich links an den Sereth angelehnt. Oberst Karaczay stand jetzt mit der ehemaligen Avantgarde zwischen den Truppen von Suworow und dem Fürsten von Coburg, die in Schlachtformation marschierenden Truppen des Generals Spleny standen am rechten Flügel noch etwas zurück. Sobald sich dessen Kolonnen wieder in Bewegung setzten, wurde auch diese gegen 7 Uhr von türkischen Reitern angegriffen, die von allen Seiten gegen die österreichischen Karrees anritten, aber ebenfalls durch Kartätschen und Gewehrfeuer zurückgewiesen wurden. Dann gingen Karaczays Reiter den Sphais mit vier Schwadronen entgegen und trieben sie unter Verlust von 160 Reitern bis an den Fluss Putna zurück. Major Kienmayer, der die zu Karaczay gehörenden Barco-Husaren befehligte, setzte mit 50 Husaren und etlichen Kosaken über den Fluss und konnte das Lager Osman Paschas überfallsartig in Brand setzen und glücklich zu den eigenen Linien zurückkehren. Der Brand im türkischen Lager brachte bei den nachrückenden Armeeteilen der Verbündeten eine siegesgewisse Stimmung hervor.
Das Vorrücken der verbündeten Infanterie zum ausgemachten türkischen Hauptlager im Norden von Focșani verlief am 1. August vormittags quer durch unwegsames Waldgebiet. Das mit vielen Dornen und Sträuchern bewachsene Gelände machte das Vorrücken schwierig, für die Artillerie war es fast unmöglich durchzukommen. Links außen umging gleichzeitig die Kavallerie den Wald und deckte nach Westen. Die verbündete Infanterie musste wieder enger zusammengehen und etwa 6 Kilometer durch Gebüsch vorrücken. Der russische Pioniermajor Wojewodski koordinierte die Situation und der Oberst Solotuchin organisierte die Ordnung. Die Truppen, die schon 18 Stunden im Marsch standen, zogen dort, wo die Zugpferde stecken blieben, ihre Kanonen mit eigenen Händen weiter. Die Bewegungen waren dadurch stark behindert; andererseits konnte die türkische Kavallerie in diesem Gebiet auch keine Angriffe führen.
Suworow beschloss, die Feldbefestigungen der türkischen Hauptmacht unter Osman Pascha nördlich von Focșani nach kurzem Artillerieeinsatz sofort zu stürmen. Die russische Artillerie, die von Oberstleutnant Wojeikow geführt wurde, eröffnete die Kanonade, danach stürmte die gesamte erste Linie unter Generalleutnant Derfelden mit beschleunigtem Schritt zum Sturmangriff. Die Stadt Focșani war stark befestigt, im nördlichen Vorfeld hatte sich die türkische Hauptmacht in einer befestigten Stellung konzentriert, die Stadt zählte damals 20.000 Einwohner und war bekannt durch ihre Weinberge. Als sich die Verbündeten auf Kanonenschussweite näherten, gingen die Türken auf ihre Befestigung zurück. Sie eröffneten ebenfalls mit 12 Geschützen das Feuer und besetzten in Erwartung von Sturmangriffen die Befestigung mit 6000 Janitscharen; türkische Kavallerie schützte  gegen Panile und  bis Odochestie die beiden Flanken der Infanterie.
Die russischen Kolonnen ließen sich trotz des Feuers nicht im Sturmlauf stoppen, General Suworow unterstützte die Infanterie mit einer Reiterattacke gegen die feindliche Reiterei bei Panile, während Coburg den Angriff der 12 Schwadronen Splenys gegen den feindlichen linken Flügel befahl. Die Geschütze bereiteten den Angriff der ungarischen Reiterei wirksam vor, dann griff Obersten Meszaros an der Spitze der Splenyschen Schwadronen an und verfolgte die schnell geworfenen Sipahis über den Milkow-Bach hinaus. Die türkische Kavallerie am anderen Flügel versuchte, sich zusammenzuhalten, wurde aber ebenfalls von ungarischen Husaren unter Oberst Karaczay zerstreut.
Mehrere hundert Janitscharen warfen sich in das befestigte Kloster des Heiligen Samuel und verbarrikadierten dessen Eingang mit Karren. Oberst Graf Auersberg versuchte an der Seite des Major O’Reilly an der Spitze eines Bataillons Schröder und einiger Freiwilligen das Kloster zu stürmen, dabei fielen beide Offiziere. Prinz Coburg sprengte selbst herbei und feuerte durch wenige Worte die Bataillone Schröder, Khevenhüller und das erste Bataillon Szekler zum erneuerten Angriff an. Artillerie wurde vorgezogen, welche die Torbefestigung zerstörte und der Infanterie den Weg ebnete. Ein Bataillon Schröder drang zuerst über die Verschanzung in das Lager ein, dort hatten sich bereits Janitscharen hinter einer Mauer aufgestellt und ihre Gewehrsalve schlug die Angreifer wieder zurück. Prinz Coburg befahl, das Geschütz gegen das Kloster aufzufahren, nach zwei Stunden entzündete sich das im Kloster befindliche Pulvermagazin, viele Türken wurden von der Explosion erfasst und in die Luft geschleudert. Bei dieser Explosion wurde der Fürst von Coburg selbst von den Trümmern der Klostermauer fast erschlagen. Generalmajor Prinz Schachowski, Brigadier Levaschew, Oberstleutnant Gastatow und viele andere wurden durch aufgeworfene Steine getroffen; die Brigadiere Westfalen und Oberstleutnant Wojeikow wurden durch Kugeln verwundet. Am Ende hielten sich noch 50 Janitscharen im Samuel-Kloster und feuerten auf die vorbeiziehenden Truppen, wenige Kanonenschüsse brachten sie zur Übergabe. Ab 16 Uhr nachmittags flohen die Türken in wilder Unordnung vom Schlachtfeld, die Reiter über den Rimnik nach Buzău, die Janitscharen nach Braila, auf beiden Straßen von der leichten Kavallerie verfolgt. Sie überließen ihre gesamte Artillerie und ihr Lager den Siegern und suchten hinter der Donau bei Braila Schutz.

## Folgen
Die verbündeten Truppen schlugen nach dem Sieg diesseits der Putna ihr Lager auf, während die leichten Truppen bis an den Milkow-Fluss vorgeschoben wurden. Nachdem die türkische Armee in Bessarabien besiegt worden war, suchten ihre geschlagenen Heeresteile Zuflucht in Festungen entlang der Donau. Der Verlust der Türken wird mit 1500 Mann einschließlich 100 Gefangener angegeben, zudem hatte die Koalition 14 Fahnen und 10 Geschütze erobert, 500 Wagen und 200 Zelte, eine große Menge an Munition, Schlachtvieh und Mundvorrat wurden erbeutet.
Die Österreicher hatten 95 Tote und Verwundete, die Russen verloren nach Suworows Bericht nur 15 Tote und hatten 70 Verwundete, drei höhere russische Offiziere waren namhaft genannt, die Schusswunden erlitten. Die später im Ersten Koalitionskrieg berühmten Offiziere Meszaros und Karaczay wurden zu Generalmajoren, die Majore Quietowski, Roos, Kienmayer und Fischer zu Oberstleutnants ernannt. So schnell, wie Suworow zu Hilfe geeilt war, so schnell verschwanden seine Truppen vom Schlachtfeld, schon am 2. August verließ er auf Befehl des Fürsten Repnin den Schauplatz des Sieges und ließ sein Heer wieder über Adjud nach Birlad abrücken, wo die Russen, wegen der Hochwasser führenden Flüsse Trotus und Sereth aufgehalten, erst am 5. und 6. August angelangten.
Katharina II. ließ in Petersburg ein feierliches Tedeum abhalten, ehrte Suworow und übersandte auch dem Prinzen von Coburg zusammen mit einem huldvollen Schreiben eine goldene Tabatiere mit ihrem in Brillanten besetzten Porträt. Schon Mitte September wiederholte sich das Schlachtgeschehen in fast gleicher Art und Weise in der Schlacht am Rimnik, nur wenige Kilometer südlicher und in größeren Dimensionen.